# Аокі Йодзо
Йодзо Аокі (яп. 青木 要三; нар. 10 квітня 1929 — пом. 23 квітня 2014) — японський футболіст, що грав на позиції захисника.
Виступав, зокрема, за клуб «Осака», а також національну збірну Японії.

## Клубна кар'єра
Грав за муніципальний клуб «Осака» з однойменного міста.
Помер 23 квітня 2014 року на 86-му році життя.

## Виступи за збірну
1955 року провів оодну гру у складі національної збірної Японії, після чого до лав головної команди країни не залучався.